# 구로다 이오
구로다 이오 (黒田硫黄)는 일본의 만화가이다. 1971년 동일본 출생, 히토쓰바시 대학교를 졸업하였다. 1993년 《월간 애프터눈》으로 데뷔. 2002년 『섹시 보이스 앤 로보』로 제 6회 문화청 미디어 예술제 만화부문 대상을 수상하였다. 대표작으로 『가지』, 『섹시 보이스 앤 로보』, 『대일본 덴구당 그림 이야기』등이 있다.
본 작품인 『가지』는 미야자키 하야오, 오토모 가쓰히로, 데라다 가쓰야 등의 절찬을 받았고, '가지' 연작 중 「안달루시아의 여름」편은 2003년에 애니메이션화되어, 일본 애니메이션 최초로 칸 영화제의 감독주간에 정식 출품되었다. 2007년에는 속편 「수트케이스의 철새」가 오리지널 비디오 애니메이션화되었다.
국내에 출간된 『가지』는 2009년 일본에서 두 권으로 나온 신장판을 베이스로 번역되었으며, 세 권으로 나온 일반판의 부록 페이지도 포함되어 있다.
구로다 이오는 다이나믹한 스토리 전개와 컷 구성력, 붓을 사용한 그림의 매력 등이 높은 평가받고 있다. 특히 문예 평론가 오바 가야아키는 "구로다 이오의 만화는 모든 컷과 모든 페이지에서 보는 것과 그리는 것의 기쁨, 그리고 삶의 생생함이 넘치고 있다"고 말하며, 그를 테즈카 오사무, 오토모 가쓰히로, 다카노 후미코의 계보를 잇는 작가로 위치짓고 있다.

## 작품
『가지 (상권) ~ 안달루시아의 여름』茄子 (上) (2011년, 세미콜론, ISBN 978-89-8371-554-8)

『가지 (하권) ~ 수트케이스의 철새』茄子 (下) (2011년, 세미콜론, ISBN 978-89-8371-555-5)